# Senén Mesa
Senén Mesa (Pola de Allande, 11 de diciembre de 1926 – 21 de noviembre de 2004) fue un ciclista español, profesional entre 1942 y 1954 cuyos mayores éxitos deportivos los obtuvo en la Vuelta ciclista a España, donde obtuvo 4 victorias de etapa. http://www.sitiodeciclismo.net/beeldfiche.php?beeldid=379576